# 昼生村
昼生村（ひるおむら）は三重県鈴鹿郡にあった村。現在の亀山市の南東端、紀勢本線・下庄駅の周辺にあたる。

## 地理
- 河川：中ノ川

## 歴史
- 1889年（明治22年）4月1日 - 町村制の施行により、中ノ庄村・下ノ庄村・三寺村の区域をもって発足。
- 1954年（昭和29年）10月1日 - 亀山町・井田川村・川崎村・野登村と合併して亀山市が発足。同日昼生村廃止。

## 交通

### 鉄道路線
- 日本国有鉄道
  - 参宮線（現・紀勢本線）
    - 下庄駅